# Juan González (periodista)
Juan González es un periodista estadounidense. González es copresentador de la emisión de radio y televisión Democracy Now! y fue columnista para el Daily News desde 1987 hasta 2016.

## Biografía
González nació en Ponce, Puerto Rico, en 1947. Su padre, Pepe, fue un veterano del 65.º Regimiento de Infantería durante la Segunda Guerra Mundial. González creció en Harlem del Este y Brooklyn. Después de una etapa como editor de un periódico escolar, el Lane Reporter, González se graduó en Columbia College (Universidad de Columbia) a mediados de los años sesenta. En esa época participó en el Movimiento contra la guerra de Vietnam y desempeñó un papel destacado en la protestas que culminaron con su cierre en la primavera de 1968.
En 1981, fue elegido presidente del National Congress for Puerto Rican Rights, una organización política que persigue fomentar el voto de los ciudadanos latinos.

## Carrera
En 1998, González ganó el George Polk Award por su labor como periodista de investigación. Es expresidente de la Asociación Nacional de Periodistas Hispanos para la cual creó el proyecto Parity Project, un programa innovador que tenía como objetivo ayudar a las empresas periodísticas a contratar y retener a sus periodistas y gestores hispanos. Juan González es también uno de los fundadores del Partido de los Young Lords.
Ha sido nombrado dos veces por la Hispanic Business Magazine como uno de los periodistas hispanos de mayor influencia. También ganó el Lifetime Achievement Award de la Academia Hispánica de los Medios y las Ciencias. Durante dos años ocupó la cátedra Belle Zeller en el Brooklyn College.
González se ocupó especialmente de los problemas de salud resultado de los ataques del 11 de septiembre y de la ocultación de los peligros de la zona cero en el Daily News.
González fue premiado en 2010 con el Premio Action Award por la Asian American Legal Defense and Education Fund y un segundo premio George Polk Award por una serie de columnas en el Daily News en las cuales revelaba diversos sucesos relacionados con el proyecto CityTime, un sistema computerizado de control de nóminas, del alcalde Michael Bloomberg, que terminó en la acusación por fraude de cuatro consultorías.

## Premios
- Premio George Polk (Periodismo de investigación)
- 2011 - Premio George Polk (Periodismo de investigación)[14]
- Lifetime Achievement Award de la Academia Hispánica de los Medios y las Ciencias

## Libros
- Roll Down Your Window: Stories of a Forgotten America (1995)
- La cosecha del imperio: una historia de los latinoamericanos (2001, ISBN 0-14-025539-7)
- Fallout: The Environmental Consequences of the World Trade Center Collapse (2002, ISBN 1-56584-845-4)